# مارك إتش إليس
مارك إتش إليس (بالإنجليزية: Marc H. Ellis)‏ هو ناشط سلام وفيلسوف وأستاذ جامعي أمريكي، ولد في 1952 في ميامي في الولايات المتحدة.